# Sakimura Yuffie
Sakimura Yuffie (崎村ゆふぃ) är en artist från Tokyo regionen i Japan. Hon är medlem i alt-idol gruppen MELON BATAKE A GO GO (ja) och driver ett solo-projekt under namnet GARUDA. Sakimura Yuffie är hennes artistnamn.

## GARUDA
GARUDA är ett soloprojekt av Sakimura Yuffie inom genren Industrial Metal. GARUDA debuterade i  juni 2017. I vissa fall står hon på scenen ensam, i vissa fall ackompanjeras hon av ett live band, där bl.a. Mori Haruka från FATE GEAR medverkar som trummis.
I april 2019 hade hon sin första utländska spelning under turnén "Indie, Idol & infamous" med spelningar i London. Manchester och Birmingham. Turnén genomfördes tillsammans med Saki 2& (Double And) och Hanako-san. I november 2020 medverkade GARUDA på den streamade versionen av Alternativfesten, i det här fallet med en förinspelad konsert med bandet.
Den 13 november 2021 stod hon på scenen i Sandvikens kulturcentrum som huvudartist på Alternativenfestens lördagsprogram, tillsammans med NEMLESSS och SARI.

## ReAlice
ReAlice (りありす) var en kortfristig Gothic Rock / Metal idol grupp som var aktiv 2017-2018. Sakimura Yuffie rekryterades till gruppen i januari 2018 och hon var del av gruppen tills den upplöstes i juli 2018. ReAlice släppte en singel  i april 2018.

## Melon batake a gogo
MELON BATAKE A GO GO (めろん畑 a go go) är en japansk alt-idol grupp som bildades år 2015. Gruppen har som tema "superhero sidekick" och framför rockabilly och psychobilly musik. Producenten är Moritaka Kinoshita och gruppen tillhör GOLLIPOP RECORD. Sakimura Yuffie rekryterades till gruppen år 2018 som i dagsläget (april 2025) även har Soze Nakamura, Run Rutakame, Chiyo Tomoyo, Kotomi Kuduki och Usako Minano som medlemmar.

## Diskografi
Som medlem i ReAlice
Single:
- Gothic Alice (april 2018)

Som medlem i MELON BATAKE A GO GO
Album:
- IKASUZE IDOL 1, 2, 3!! (2019)

Mini album och EP:
- to IDOLS to US to YOU (2018)
- SICKxIDOLSxSICK (2020)
- MELON BATAKE A GO GO (めろん畑 a go go)(2022)

Singlar:
- NIGHTMARE BEFORE VAMPIRE (2019)
- FINAL GAME -Idol of The Phantasm- (2019)
- IDOL SENSHI (哀＄戦士) (2021)

Flexi Disc
- non NO FUTURE / Supinattsu (non NO FUTURE / スピーナッツ) (2020)

Som GARUDA
Album:
The Battle Of Nightmares (september 2020)
Single / EP:
- Mou Sugu Yuki ga (december 2018)
- #GARUDA (december 2021)
- POSER (juli 2022)